# Pulß
Pulß ist ein im niederdeutschen Sprachraum vorkommender Familienname, abgeleitet von dem wendischen Vornamen Boleš, Kurzform von Boleslaw.

## Varianten
- Puls
- Pulße

## Namensträger
- Irmgard Neumann, geborene Pulß (1929–1989), Mitglied des Staatsrates der DDR
- Henning Pulß, Regisseur, Drehbuchautor[2]